# Britte Stuut
Britte Mayke Stuut (* 11. Januar 2003 in Bremen) ist eine niederländische Volleyballspielerin.

## Karriere
Stuut wurde in Bremen geboren, bevor sie mit ihrer Familie in die Niederlande zog. Sie wurde von 2018 bis 2022 im Talentteam Papendal ausgebildet. 2022 wechselte sie zum deutschen Bundesligisten Rote Raben Vilsbiburg. Mit den Raben schied sie im DVV-Pokal 2022/23 im Achtelfinale aus, bevor sich Vilsbiburg als Achter der Bundesliga-Hauptrunde im Playoff-Viertelfinale geschlagen geben musste. Im DVV-Pokal 2023/24 erreichten die Raben das Halbfinale, aber später zogen sie sich nach der Bundesliga-Saison aus der Liga zurück. Stuut wurde 2024 vom Ligakonkurrenten SSC Palmberg Schwerin verpflichtet und gewann in ihrer ersten Saison beim SSC den deutschen Meistertitel.